# Wortschatzdidaktik
Wortschatzdidaktik thematisiert die Inhalte, Ziele und Methoden zu Erwerb, Gebrauch und Vermittlung von ein- und mehrsprachigem Wortschatz. Wortschatzdidaktik ist – wie auch Rechtschreib- oder Aufsatzdidaktik – eine Teildisziplin der Deutschdidaktik. In der sprachdidaktischen Fachliteratur wird die Wortschatzdidaktik häufig unter dem Terminus Wortschatzarbeit subsumiert.

## Abgrenzung
In den fremdsprachlichen Fächern wie Englisch oder Französisch und der Fremdsprachendidaktik überhaupt spielt die Wortschatzdidaktik seit jeher eine große Rolle, denn ohne einen entsprechenden Wortschatz kann man eine fremde Sprache weder verstehen noch selber sprechen oder Texte verfassen. Das sog. Vokabellernen prägte den fremdsprachlichen Unterricht über viele Jahrzehnte hinweg und war genuiner Bestandteil der sog. Grammatik-Übersetzungsmethode. Abgelöst wurde diese Methode durch kommunikative Ansätze mit dem Schwerpunkt kommunikative Handlungsfähigkeit.

## Entwicklung
Im Deutschunterricht war das Thema Wortschatz lange Zeit eher unterrepräsentiert, denn man ging aufgrund von Annahmen und Daten aus der Spracherwerbsforschung davon aus, dass deutschsprachige Kinder im Zuge ihres natürlichen Spracherwerbsprozesses automatisch einen altersadäquaten Wortschatz erwerben würden und sich dieser im Laufe der Schulzeit vergrößert. Im Zuge der sog. Kommunikativen Wende in den frühen 1970er Jahren konstatierte man zwar, dass nicht alle Kinder über einen vergleichbaren standardsprachlichen Wortschatz verfügen, und dass der erstsprachliche Spracherwerb nicht mit Schuleintritt abgeschlossen ist. Der weiterführende Wortschatzausbau – im Sinne von Wortschatzerweiterung und Wortschatzvertiefung – läuft, so schon die damalige Erkenntnis, allerdings nicht von selbst ab. Gleichwohl hatte dieses Wissen zunächst kaum Einfluss auf die Deutschdidaktik und den Deutschunterricht. Das Thema Wortschatz blieb ausgeklammert und wurde weiterhin fast ausschließlich von den Fremdsprachendidaktiken wahrgenommen.

## Wortschatzdefizite
In der ersten PISA-Studie aus dem Jahr 2000 und später dann in der DESI-Studie aus den Jahren 2003/2004 zeigte sich sehr deutlich, welche Defizite deutschsprachige Schülerinnen und Schüler der 9. Klassenstufe aller Schularten im Bereich der Lesekompetenz und des Wortschatzes hatten. Hinzu kommt, dass gegenwärtig in deutschen Schulklassen ein großer Anteil der Schülerinnen und Schüler nicht Deutsch als erste Sprache sprechen, sondern als Zweitsprache, oder dass sie sogar simultan mehrere Sprachen erworben haben. Dem musste die Deutschdidaktik Rechnung tragen. In Folge der desaströsen Studienergebnisse etablierte sich innerhalb der Deutschdidaktik die Wortschatzdidaktik zu einer eigenen Teildisziplin. Ihr Ziel es ist, Unterrichtsprozesse zum Auf- und Ausbau individueller Wortschatzkompetenz theoretisch zu begründen und praktisch zu erproben. Seit 2003/2004 ist das Thema Wortschatz/Wortschatzarbeit in den Nationalen Bildungsstandards für das Fach Deutsch verankert. Problematisch sind und bleiben Aussagen über Qualität und Quantität sowohl des rezeptiven wie auch des produktiven Wortschatzes, über den Lernende bestimmter Altersstufen verfügen sollten.

## Wortschatzarbeit
Aussagekräftige empirische Forschungsarbeiten zu effektiver und nachhaltiger Wortschatzarbeit liegen bisher nur ansatzweise vor. Bei der Wortschatzarbeit geht es einerseits um den Erwerb neuer Wörter und andererseits um die Vertiefung des schon vorhandenen Wortschatzes im mentalen Lexikon. Wortschatzarbeit sollte dabei nicht ausschließlich an isolierten Wörtern oder Sätzen, sondern an authentischen Texten erfolgen, denn auch im mentalen Lexikon stehen die Wörter nicht isoliert nebeneinander wie in einem Wörterbuch. Ziel der Wortschatzarbeit ist die Entwicklung eines fundierten sprachlichen Wissens, dessen wesentlicher Bestandteil das Wortwissen ist. Nach Steinhoff (2009, S. 37) gehört zu diesem Wortwissen einerseits das strukturelle Wissen mit den Teilbereichen phonetisch-phonologisches, graphematisch-orthografisches und morphologisches Wissen und andererseits das funktionale Wissen, zu dem syntaktisches, semantisches und pragmatisches Wissen gehören. Hinzu kommt ein allgemeines Wissen darüber, wann und in welchem Kontext Wörter angemessen verwendet werden – und das sog. Weltwissen.
Als methodisches Grundwerkzeug hat sich der sog. Wortschatzdidaktische Dreischritt nach Kühn (2010, S. 1252ff.) mit seinen Teilschritten: 1. erkennen, isolieren und semantisieren von Wörtern und Wortverbindungen (Rezeption); 2. variieren und vernetzen: d. h. Wörter zueinander in Beziehung zu setzen (Reflexion); 3. kontextuieren und reaktivieren: d. h. Wörter in mündlichen und schriftlichen Texten anwenden können (Produktion), etabliert. Zur Semantisierung unbekannter Wörter bieten sich nicht-sprachliche Verfahren, wie z. B. Bilder, Gegenstände oder Gestik/Mimik sowie sprachliche Semantisierungsverfahren wie Kontextualisierung, Paraphrasierung oder Synonyme/Antonyme an. Semantisierung kann sowohl auf der Wortebene wie auch auf der Satz- und Textebene erfolgen. Auf der Wortebene orientiert sich Wortschatzarbeit im Deutschunterricht häufig im Umfeld von Wortfeld und Wortfamilie. Auf der Satz- und Textebene steht im Vordergrund, dass Wörter im Sprachgebrauch selten isoliert vorkommen, sondern in der Regel in einem Kontext. Unbekannte Wörter in Texten werden deshalb zunächst isoliert und semantisiert, dann variiert und mit anderen Wörtern vernetzt und schließlich in anderen Kontexten reaktiviert.
In jüngerer Zeit wurde im Rahmen eines Rechtschreibwortschatzes der sog. Grundwortschatz für die Grundschule wiederbelebt (vgl. Merten 2022, S. 82). Er war lange Zeit umstritten, weil nicht leicht zu entscheiden ist, welche Wörter in diesen Grundwortschatz aufzunehmen sind und wie umfangreich er überhaupt sein soll. Wenig umstritten ist, dass Grundschulkinder mehr Wörter mündlich beherrschen als schriftlich. Da es keine wissenschaftlich validen Aussagen zum Rechtschreibgrundwortschatz gibt, unterscheiden sich die Grundwortschätze der einzelnen Bundesländer z. T. erheblich voneinander.
Wortschatzarbeit ist nicht nur Aufgabe des Deutschunterrichts. Vielmehr muss sie genuiner Bestandteil allen schulischen Lehrens und Lernens sein – denn jeder Unterricht ist zugleich auch sprachlicher Unterricht.